# 巴布达理事会
巴布达理事会（英語：Council of Barbuda）是巴布达的地方政府，实行议行合一，成立于1976年，设于科德灵顿。实行一院制。有11名成员，由直接选举产生。每届理事会任期4年。现任主席是Devon Warner。